# Donne con le gonne
Pour plus de détails, voir Fiche technique et Distribution.
Donne con le gonne est un film italien réalisé par Francesco Nuti, sorti en 1991.

## Fiche technique
- Titre : Donne con le gonne
- Réalisation : Francesco Nuti
- Scénario : Francesco Nuti, Ugo Chiti et Giovanni Veronesi
- Photographie : Gianlorenzo Battaglia
- Musique : Giovanni Nuti
- Production : Aurelio De Laurentiis et Luigi De Laurentiis
- Pays d'origine :  Italie
- Genre :
- Durée : 115 minutes
- Date de sortie : 1991

## Distribution
- Carole Bouquet : Margherita
- Francesco Nuti : Renzo Calabrese
- Barbara Enrichi : Mère de Renzo
- Gastone Moschin
- Cinzia Leone : Cinzia[1]

## Récompenses
- 1993 : Festival du film d'humour de Chamrousse : Prix spécial du jury, prix de la critique et prix du public[2].